# 真野玲
真野玲（日语：／ Mano Akira），日本男性動畫演出家、動畫導演。筆名小田原男。

## 參加作品

### 電視動畫
1990年
- 麵包超人（製作進行、演出）

1996年
- VR快打（演出）
- 機械女神J（—1997年，演出）

1997年
- 哈利動物園 (第2期)（分鏡、演出）
- 櫻桃子劇場 可吉可吉（—1999年，分鏡）
- 新·天地無用！（演出）

1998年
- 性感指令外傳 好厲害啊!! 勝先生（分鏡）
- 機動神腦（演出）
- 庫洛魔法使（—2000年，演出）
- 時空轉抄納斯卡（演出）
- 天才小魚郎RV（演出）
- 頭文字D（分鏡）
- 轟天突擊隊（—1999年，演出）

1999年
- 忍者亂太郎 (第7期)（分鏡）

2000年
- 女神候補生（演出）
- 奇異的破曉（分鏡、演出）
- 向陽之樹（演出）
- 第一神拳（—2002年，演出）

2001年
- 新白雪姬傳說（分鏡）
- 星之卡比（—2003年，分鏡、演出、演出補佐）

2002年
- 白色十字架 Glühen（演出）

2004年
- 十兵衛2 -西伯利亞柳生的逆襲-（演出）
- 雙戀（演出）
- Legendz 龍王甦醒傳說（—2005年，分鏡）

2005年
- 蟲師（—2006年，演出）
- 動物橫町（—2006年，演出）

2006年
- 無敵看板娘（演出）
- Ghost Hunt（—2007年，導演）

2008年
- 神槍少女 -IL TEATRINO-（導演）

2010年
- 旋風四驅王（演出）

2011年
- 閃電十一人GO（演出）

2012年
- 頭文字D Fifth Stage（分鏡）

2013年
- 戀曲寫真（助理導演、演出、演出助手）
- HUNTER×HUNTER (2011年版)（分鏡）
- 第一神拳 Rising（分鏡、演出）

2014年
- 魔法戰爭（演出）
- 鑽石王牌（分鏡、演出）
- 卡片鬥爭!! 先導者 雙鬥搭檔篇（演出）

2015年
- 決鬥大師 VSR（演出）

2016年
- 最終騎士（演出）
- 見習神仙精靈（分鏡）
- 境界的輪迴（演出）
- 我太受歡迎了，該怎麼辦？（演出）

2017年
- 覆面系NOISE（演出）
- 漫威未來復仇者聯盟（—2018年，演出支援）

2018年
- 學園奶爸（演出）
- 來玩遊戲吧（演出）
- 漫威未來復仇者聯盟 Season 2（分鏡）
- 學園BASARA（演出）

2019年
- 夢幻之星Online2 神諭篇章（演出）
- 巴比倫（演出）

2020年
- Asatir 未來的傳說故事（演出〈未來部分、從前部分〉）

2021年
- 七大罪 憤怒的審判（演出）
- 再見了，我的克拉默（分鏡）

2022年
- 白金終局（演出）
- 白領羽球部（演出）
- CUE！（演出）
- 理科生墜入情網，故嘗試證明。r=1-sinθ（演出）
- 新網球王子 U-17世界盃（演出）
- 點滿農民相關技能後，不知為何就變強了。（演出）
- 書蟲公主（演出）

2023年
- 不要欺負我，長瀞同學 2nd Attack（演出）
- 出租女友（演出）
- 女朋友 and 女朋友 Season 2（演出）

2024年
- Bucchigiri?!（演出補佐）
- 恰如細語般的戀歌（導演、分鏡、演出）
- 怪異與少女與神隱（演出）
- 聽說你們要結婚!?（演出）

2025年
- 地縛少年花子君2（演出）

### 電影動畫
1989年
- 麵包超人：亮晶晶星的眼淚（製作進行）

1990年
- 麵包超人：飯糰人（助理導演）

1992年
- 亞普菲蘭特物語（演出）

1997年
- 浪客劍心：給維新志士的鎮魂歌（演出）

1999年
- 劇場版 庫洛魔法使（演出補佐）

2000年
- 劇場版 庫洛魔法使：被封印的卡片（演出協力）

2008年
- 八田與一：嘉南大圳之父（演出）

### OVA
1991年
- 一本包丁滿太郎（演出）

1992年
- 帥氣女朋友（演出）

1994年
- 紺碧艦隊（演出）

1995年
- 非常偶像Key（演出）

1996年
- 銀河英雄傳說 (第4期)（—1997年，分鏡、演出）

2003年
- 守護之心（演出）

2004年
- HUNTER×HUNTER G·I Final（演出）

### 網路動畫
2020年
- 阿拉德：逆轉之輪（演出）

2021年
- 終末的女武神（演出）

2022年
- BASTARD!! -暗黑的破壞神-（演出）

## 相關項目
- 日本動畫師列表（日语：アニメ関係者一覧）